# Nossa Senhora de Warraq
Nossa Senhora de Warraq é um título da Virgem Maria relacionado a sua aparição na Igreja Ortodoxa Copta da Virgem Maria e do Arcanjo Miguel, na ilha de Warraq al-Hadar, Gizé, Egito, nas primeiras horas (1h00–4h00) de sexta-feira, 11 de dezembro de 2009.

## Aparição
A primeira pessoa que viu a suposta aparição de Maria teria sido um vizinho egípcio muçulmano, que estava sentado em sua cafeteria próxima, quando aparentemente viu uma luz forte vindo do local de culto cristão copta. Diz-se que ele e outros observaram a luz condensar-se em uma forma feminina.
Maria supostamente apareceu acima da cúpula central da igreja. Diz-se então que a aparição relatada se moveu entre as cúpulas e chegou ao topo do portão da igreja, entre suas duas torres gêmeas, em frente ao edifício central. Muitos moradores locais relataram ter visto a suposta aparição da Virgem Maria.

## Cobertura da imprensa
Este evento foi amplamente coberto por jornais egípcios, canais de TV árabes e pela imprensa internacional. As notícias sobre as aparições apareceram em vários jornais, incluindo o Watani egípcio, o Los Angeles Times americano, o Al-Ahram egípcio, o AsiaNews italiano, o Almasry Alyoum egípcio e o Bikya Masr egípcio.
Um artigo da Agence France Presse (AFP) de 24 de dezembro de 2009 relatou reuniões noturnas que traziam multidões de até 10.000 pessoas para assistir à torre em antecipação à "luz misteriosa sobre a torre da igreja", que ao aparecer todas as noites "sacudia a reunião em um frenesi de gritos e ululações". Este artigo foi duplicado por várias agências de notícias, incluindo a Assyrian International News Agency, Sudan Vision Daily, Daily Star (Líbano) e British Middle East Online.

## Reconhecimento
Pouco depois dos eventos, o Papa Shenouda III, representante da Igreja Ortodoxa Copta de Alexandria, e Anba Dumadius, então arcebispo de Gizé, aprovaram a aparição com uma declaração que a descreve:
O Bispado de Gizé anuncia que a Santíssima Virgem apareceu em uma transfiguração na Igreja que leva seu nome em Warraq al-Hadar, Gizé, na madrugada de sexta-feira, 11 de dezembro de 2009, à 1h. A Santíssima Virgem apareceu em toda a sua altura, em vestes luminosas, acima da cúpula central da igreja, em um vestido branco puro e um cinto azul-royal. Ela tinha uma coroa na cabeça, acima da qual aparecia a cruz no topo da cúpula. As cruzes no topo das cúpulas e torres da igreja brilhavam intensamente com luz. A Santíssima Virgem moveu-se entre as cúpulas e para o topo do portão da igreja, entre suas duas torres gêmeas. Todos os moradores locais a viram. A aparição durou da 1h da manhã até as 4h da manhã de sexta-feira e foi registrada por câmeras e celulares. Cerca de 3.000 pessoas do bairro, áreas vizinhas e transeuntes se reuniram na rua em frente à igreja para ver a aparição. Desde sexta-feira, as enormes multidões reunidas nas proximidades da igreja têm visto pombos brancos luminosos sobrevoando a igreja em vários momentos da noite, bem como uma estrela que surge repentinamente no céu, percorre cerca de 200 metros e depois desaparece. As enormes multidões reunidas ao redor da igreja não param de cantar hinos e louvores à Santíssima Virgem.